# Марпа Перекладач

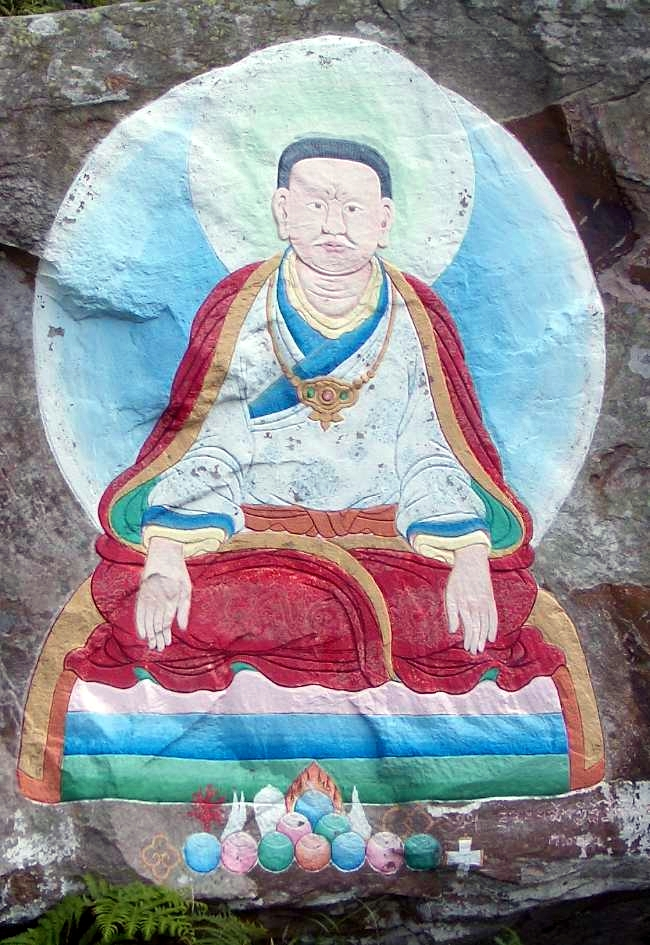
Традиційне зображення Марпи, намальоване на скелі на острові Святий Острів, Фрірт-Клайд

Марпа Лоцава (མར་པ་ལོ་ཙཱ་བ་ཆོས་ཀྱི་བློ་གྲོས་, 1012—1097), іноді відомий як Марпа Чьокій Лодро(Вайлі: mar pa chos kyi blo gros), або загальновідоме — Марпа Перекладач (Марпа Лоцава), був тибетським буддистським вчителем, якому приписують передачу багатьох навчань Ваджраяни з Індії, включаючи вчення лінії Махамудри. Завдяки цьому, лінію Каг'ю, яку він заснував, часто називають Марпа Каг'ю, на його честь.
Хоч деякі розповіді говорять про те, що Махасіддха Наропа був особистим учителем Марпи, інші розповіді говорять про те, що Марпа отримав передачу лінії Наропи лише через учнів-посередників. У будь-якому випадку, Марпа був особистим учнем Махасіддха Майтріпи і дакині Нігуми.

## Біографія
Народжений як Марпа Чьокій Лодро, у Лодрак Чух'єр у південній частині Тибету, у заможній родині, він почав вчитися в молодому віці, але був диким і неприборкуваним порівняно з іншими дітьми. Марпа вперше отримав інструктаж на три роки в Мангхарі разом з Дрокмі Шакі Єше і освоїв санскрит. Він вирішив поїхати до Індії, щоб вчитися у відомих індійських буддистських майстрів. Перша його поїздка в Непал та Індію відбулася в компанії Ніо Лоцави, якого він відвідував як слуга. Марпа повернувся додому в Лодрак і перетворив усю спадщину на золото, щоб фінансувати витрати на поїздки та робити піднесення вчителям. 

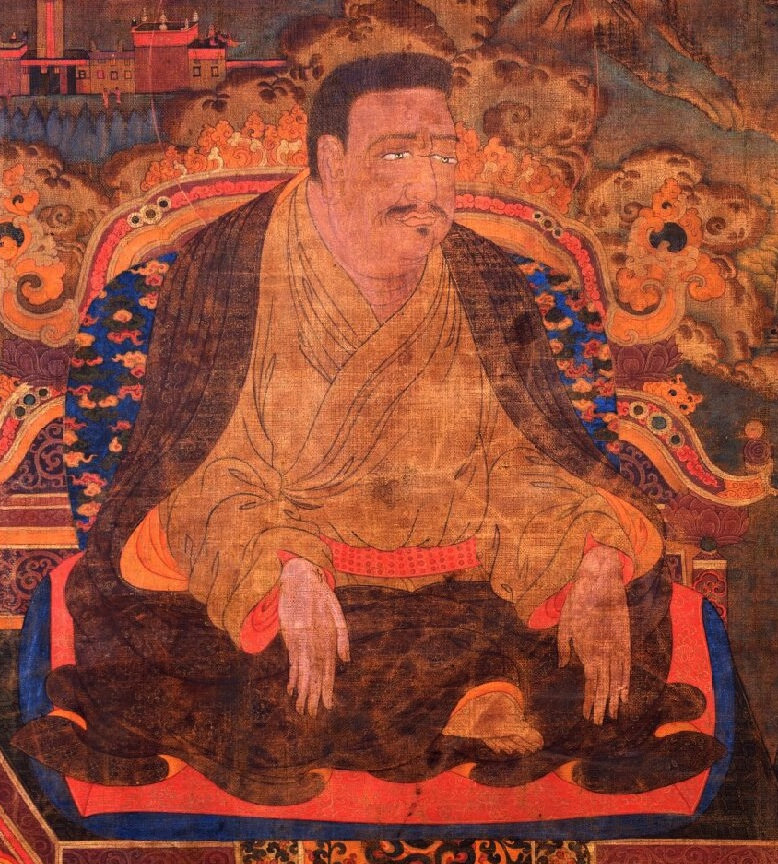
Лоцава Марпа Чьокій Лодро, (1012-1097)

 Марпа вирушив спочатку до Непалу, де навчався з Паїндапою та Читерпою, двома відомими студентами Наропи. Пізніше Паїндапа супроводжував Марпу до Пуллахарі, поблизу університету Наланди, де викладав Наропа. Марпа провів дванадцять років, навчаючись з Наропою та іншими великими індійськими гуру, найвизначнішим Майтріпадою. Через дванадцять років він повернувся до Тибету, щоб викладати та продовжувати свою дхармічну діяльність. 
Марпа подорожував до Індії ще двічі, а до Непалу - ще трчі, навчався у Наропи та інших чудових вчителів, включаючи Майтріпу. Кажуть, він залишився в печері в монастирі Пгугтал. Під час свого третього візиту до Індії, Наропа займався тантричними практиками, і його  виявилося важко віднайти. Однак зрештою Марпа знайшов його і отримав завершальне вчення та вказівки від Наропи. Саме тоді Наропа пророкував, що сімейний рід не продовжуватиметься для Марпи, але  його родом будуть його учні. Тепер Марпа отримав повну передачу, тому Наропа офіційно оголосив Марпу своїм наступником, хоч він мав інших головних учнів, серед яких Паїндапа, Чітерпа, Шрі Шантібхадра або Кукуріпа і Майтріпа. 
Повернувшись до Тибету, Марпа витратив багато років на переклад буддиських писань та зробив великий внесок у передачу повної буддадхарми до Тибету. Марпа продовжував практикувати, навчати та здійснювати передавання багатьом студентам у Тибеті. Після другого візиту до Індії, Міларепа став його учнем. Марпа жив зі своєю дружиною Дакмемою та їхніми синами в Лодраку, південна частина Тибету. Марпа, як кажуть, заснував Stongdey монастир в Zanskar у 1052 CE. Після смерті сина Марпи, Дарми Доде, Міларепа успадкував усю лінію свого вичтеля Марпи.

## Подальше читання
- The Life  of Marpa the Translator. By Nalanda Translation Committee, Shambhala Publications, Inc. 1982. ISBN 1-57062-087-3
- Андросов В.П., Леонтьева Е.В. (2009). Марпа и история Карма Кагью. Жизнеописание Марпы переводчика в историческом контексте школы Карма Кагью. Россия: Открытый Мир. с. 512. ISBN 978-5-9743-0134-6.